# Box Office Mojo
Box Office Mojo (ボックス・オフィス・モジョ) は、映画の興行成績を集積、分析するウェブサイト。配給会社が集計する興行収入を地域ごとに日間、週末、週間、年間、通算に記録し順位を付けてウェブサイトに掲載しているほか、ユーザーフォーラムや週末興収を予想するダービーゲームでも知られる。
1999年、ブランドン・グレイ(Brandon Gray)によって創立された。2008年7月、Amazon.comによって買収されインターネット・ムービー・データベース (IMDb) の一部門となった。